# Bit par caractère
Pour les articles homonymes, voir BPC.
Le bit par caractère, couramment abrégé BPC, est une unité de mesure utilisée en compression de données et indiquant le nombre de bits nécessaires pour coder un caractère.
On parle plus généralement de bit par symbole, car l'usage du terme BPC est normalement restreint au cadre de la compression de texte (où les symboles manipulés sont des caractères), mais il arrive que l'unité soit abusivement employée dans le cadre général (c'est-à-dire également pour des images, du son…).

## Conversion en pourcentage de la taille d'origine
La conversion d'une valeur de BPC vers pourcentage nécessite de connaitre la taille, en bits, d'un caractère (ou d'un symbole).
La plupart du temps, cette taille est de 8 bits (ASCII aligné), mais il arrive aussi qu'elle soit de 7 bits (ASCII) ou plus (16 bits pour l'UCS-2 ou l'UTF-16…).
Pour une taille de caractère (ou de symbole) non compressé de {\displaystyle N} bits, et une taille compressée de {\displaystyle n} BPC, le pourcentage {\displaystyle p} de la taille d'origine est obtenu par la formule :
{\displaystyle p={\dfrac {n\times 100}{N}}}
Il est possible de retrouver le nombre de bits par caractère en utilisant la formule inverse :
{\displaystyle n={\dfrac {p\times N}{100}}}